# Приключение
Приключе́ние — захватывающее происшествие, неожиданное событие или случай в жизни, цепь нечаянных событий и непредвиденных случаев; нежданная быль, замечательное свершение, волнующее похождение, интересное испытание, возбуждающий переворот или любовная авантюра.
Приключениями могут быть смелые подвиги, увлекательные путешествия, неожиданные происшествия, главные свершения жизни. Герои приключенческих книг — всегда смелые, сильные, неутомимые, стремящиеся открыть новое, изменить жизнь; увлекают своим примером; им хочется подражать, искать и найти.

## История понятия
Понятие «приключения» имеет несомненно литературное (романическое) происхождение. Со второй трети XII века во Франции романное действие начинают обозначать специальным словом aventure. Первоначально, как явствует из рассказов на античные сюжеты, оно, по-видимому, употреблялось просто в смысле «удар судьбы»; поэтому иногда (например, в «Тристане» Беруля) оно, как бы по метонимии, означает «несчастный удел». У Кретьена де Труа и других романистов его поколения это слово приобрело особый смысл; им стали обозначать испытание, занимающее своё место в ряду других испытаний (отдельной «авантюры» не бывает) и позволяющее «герою» продвигаться к состоянию столь образцового совершенства, что оно само по себе позволяет восстановить нарушенный общественный порядок. Судя по всему, это слово получает и этимологическую мотивировку: от будущего времени глагола лат. advenire («случаться»).

## Использование
Приключение — используется во многих контекстах и ситуациях. Например, это — ключевой компонент рассказов, легенд и сказок, драм и спектаклей; используется в сюжетах и фабулах книг, фильмов, музыкальных произведений и компьютерных игр. Приключение также используется в области образования, спорта, туризма и в других формах развлечений. Примеры таких приключенческих жанров:
- Приключенческий фильм — жанр фильма.
- Приключенческая игра — компьютерный жанр игры.
- Приключенческий роман — жанр беллетристики.
- Приключенческий туризм предлагает туристам возможность иметь увлекательные, захватывающие путешествия.